# Aramese Democratische Organisatie
Aramese Democratische Organisatie ook wel bekend als ArDO is een Aramese politieke partij die in 1988 werd opgericht in Libanon. Het doel van de partij is het stichten van een onafhankelijke Aramese staat in Turkije, Syrië, Irak en Libanon.

## Doelen
- Het op hoog niveau vertegenwoordigen van de Aramese natie.
- Het terugkrijgen van gestolen historische, geografische en culturele rechten van de Arameeërs.
- Andere landen ervan bewust maken dat de Arameeërs bedreigd worden door arabisering in het Midden-Oosten.
- De Aramese diaspora laten terugkeren naar hun vaderland.